# Primobucco
Primobucco is een geslacht van uitgestorven scharrelaarvogels. De soorten leefden tijdens het Eoceen in Noord-Amerika en Europa.

## Fossiele vondsten
De typesoort Primobucco mcgrewi werd in 1970 beschreven op basis van een fossiel uit de Green River-formatie in de Verenigde Staten met een ouderdom van ongeveer 52 miljoen jaar. De Green River-formatie werd afgezet in een merengebied omgeven door tropisch regenwoud. Later werden P. pernieri en P. frugilegus beschreven aan de hand van fossiele vondsten in Grube Messel in Duitsland.

## Kenmerken
Gefossileerde zaden in de buikregio van Primobucco frugilegus wijzen er op dat het een zaadeter was.

## Verwantschap
Primobucco werd in eerste instantie beschouwd als een vroege baardkoekoek. Later onderzoek toonde echter aan dat het behoort tot de Coracii en het een verwant is van de scharrelaars en grondscharrelaars. Septencoracias geldt als de nauwste verwant. Samen met Paracoracias wijst Primobucco er op dat de scharrelaarachtigen voorheen ook in Noord-Amerika voorkwamen en daarmee in het Paleogeen een wijde verspreiding over de noordelijke continenten hadden. Tegenwoordig is de groep beperkt tot de Oude Wereld. 